# HD 156668 b
HD 156668 b è un esopianeta che orbita intorno alla stella HD 156668 alla distanza di 78,5 anni luce dalla Terra, nella costellazione di Ercole.
Il pianeta è stato scoperto il 7 gennaio 2010 grazie ad osservazioni compiute con il metodo della velocità radiale da un gruppo di ricercatori guidato da Andrew Howard dell'Università della California - Berkeley, presso l'osservatorio W. M. Keck, sulla sommità del monte Mauna Kea, Hawaii
HD 156668 b è, attualmente, il secondo pianeta extrasolare meno massiccio che sia stato scoperto, preceduto solo da Gliese 581 e, individuato nel 2009. È anche l'ottavo pianeta extrasolare ad essere scoperto nel 2010 dopo che la missione Kepler ne identificò cinque il 4 gennaio, e i due pianeti scoperti dall'ESO il 5 gennaio.